# Tetragnatha tincochacae
Tetragnatha tincochacae este o specie de păianjeni din genul Tetragnatha, familia Tetragnathidae, descrisă de Chamberlin, 1916.
Este endemică în Peru. Conform Catalogue of Life specia Tetragnatha tincochacae nu are subspecii cunoscute.